# Jozef Vittek
Jozef Vittek (16. října 1948, Trnava – 18. listopadu 2023 tamtéž) je bývalý slovenský fotbalový útočník. Žil a ve věku 75 let zemřel v Trnavě.

## Hráčská kariéra
V československé lize hrál za Spartak TAZ Trnava ve dvou utkáních, aniž by skóroval. Debutoval v neděli 22. března 1970 v domácím zápase s Bohemians ČKD Praha (výhra 6:0). Naposled se v I. lize objevil ve středu 25. března téhož roku, kdy zasáhl do trnavského utkání s Jednotou Trenčín (nerozhodně 1:1).

### Prvoligová bilance
| Ročník             | Zápasy | Góly | Minuty | Klub                  |
| ------------------ | ------ | ---- | ------ | --------------------- |
| I. liga 1969/70    | 2      | 0    | 66     | TJ Spartak TAZ Trnava |
| CELKEM I. ČS. LIGA | 2      | 0    | 66     |                       |